# Mionzinho
Victor Rodrigues Coelho, mais conhecido pelo apelido Mionzinho (São Paulo, 16 de dezembro de 1984), é um humorista, ator, publicitário e assistente de palco brasileiro vinculado ao programa Legendários da Rede Record. É conhecido por ser sósia do apresentador da Globo e ex-VJ da MTV Brasil, Marcos Mion, de quem leva o apelido.
Começou na MTV Brasil em 2005, no programa Covernation, no meio da faculdade de Comunicação Social, voltado para Publicidade e propaganda. Formado em Publicidade e como cantor pelo Teatro Escola Célia Helena, fez o Mucho Macho em 2007 e o Descarga MTV e o Quinta Categoria em 2008 e 2009, respectivamente. Ainda em 2008, participou da peça Mãos ao Alto SP e em 2010 fez a série Privadas. Em 2010, foi para Record participar do programa Legendários.
Em 2020 candidatou-se ao cargo de vereador na cidade de São Paulo pelo partido Novo.

## Trabalhos
| Ano       | Título           | Papel    |
| --------- | ---------------- | -------- |
| 2005      | Covernation      | MTV      |
| 2007      | Mucho Macho      | MTV      |
| 2008      | Descarga MTV     | MTV      |
| 2009      | Relógio de Areia | FizTV    |
| 2009      | Quinta Categoria | MTV      |
| 2010-2017 | Legendários      | RecordTV |